# 法爾旺根

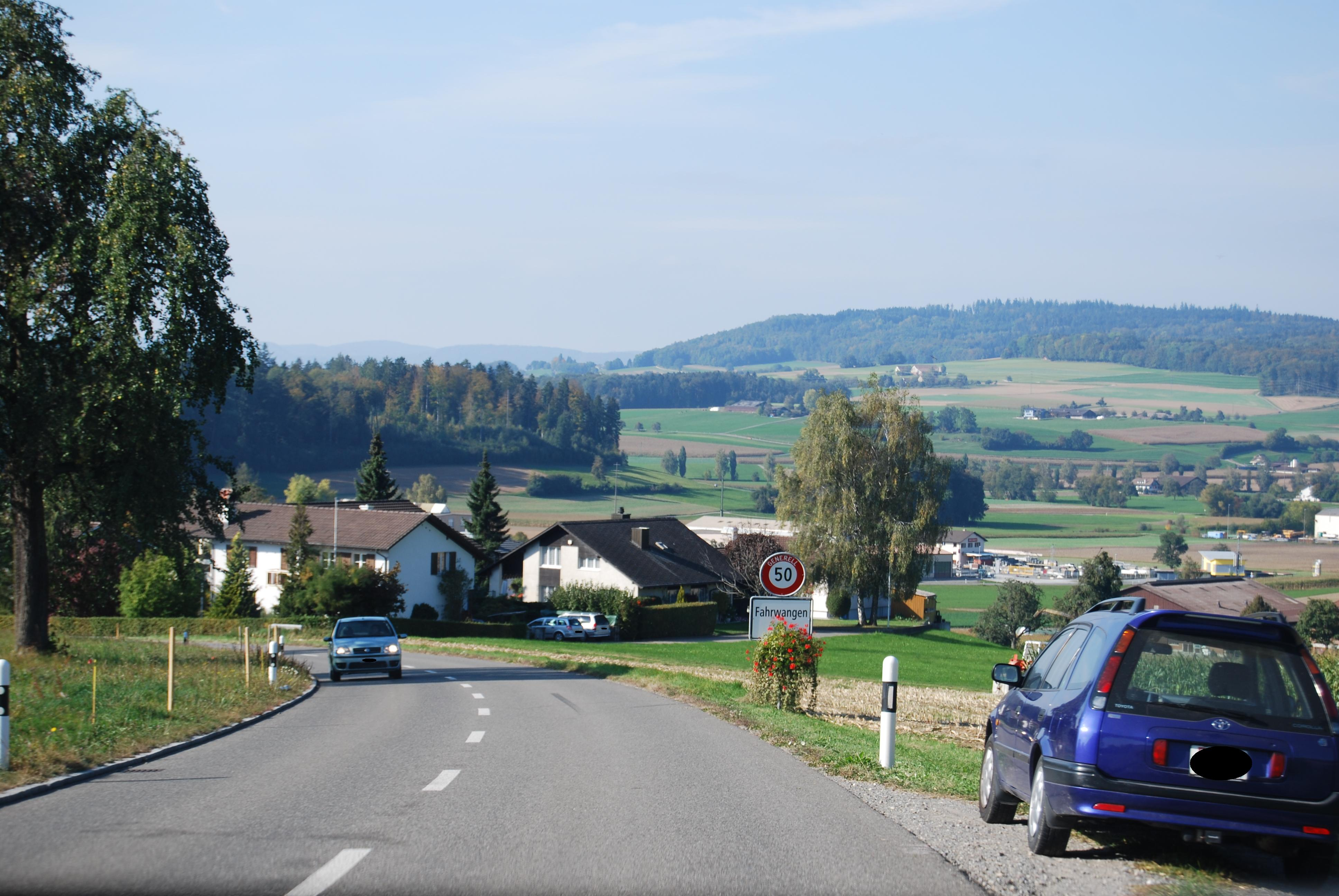

法爾旺根（德語：Fahrwangen）是瑞士的城鎮，位於該國北部，由阿爾高州負責管轄，面積3.99平方公里，海拔高度543米，2012年人口1,924，四成人口信奉羅馬天主教，人口密度每平方公里482人。